# Vendela Zachrisson
Vendela Zachrisson (11 de junho de 1978) é uma velejadora sueca.

## Carreira
Vendela Zachrisson representou seu país nos Jogos Olímpicos de 2004 e 2008 na qual conquistou uma medalha de bronze na classe 470. 